# Ainet
Die österreichische Gemeinde Ainet mit 914 Einwohnern (Stand 1. Jänner 2025) liegt etwa 7 km nordwestlich von Lienz in Osttirol. Die Gemeinde liegt im Gerichtsbezirk Lienz.

## Geographie

### Gemeindegliederung
| Ainet | 781 |
| Gwabl | 92  |
| Alkus | 41  |

Ainet ist verwaltungstechnisch in die drei Katastralgemeinden Ainet, Alkus und Gwabl unterteilt. Die Katastralgemeinde Ainet umfasst mit 489,74 Hektar den südlichen Teil der Gemeinde mit dem Hauptort und der Pfarrkirche. Die Katastralgemeinde liegt großteils links der Isel und umfasst vor allem die Talniederung der Isel und den Schwemmkegel des Daberbaches. Nordwestlich des Daberbaches befinden sich von Westen nach Osten die Ortsteile Badl, Weiheburg, Obere Tratte, Tratte, Haiglanger und Sandgrube sowie das Gewerbegebiet von Ainet. Südlich des Daberbaches liegen die Ortsteile Dornachsiedlung, Unterdörfl, Sattler Bichl, Oberdörfl, beim Mühlbachl, Gruppitze und Serafin. Rechts der Isel liegt zudem der Ortsteil Plon sowie der Ortsteil Schattseite. Nördlich der Katastralgemeinde Ainet schließt sich die mit 1.974,66 Hektar rund viermal so große Katastralgemeinde Alkus an, die die sonnseitigen Abhänge der Schobergruppe umfasst. Ortsteile der Katastralgemeinde Alkus sind neben den Rotten Oberalkus und Unteralkus die Weiler und Einzelhöfe Dabernig, Pirker, Genischge und Gander. Auch die Katastralgemeinde Gwabl umfasst mit 1.578,87 Hektar Teile der sonnseitigen Abhänge der Schobergruppe und reicht dabei bis zum Hochschober heran. In der Katastralgemeinde liegt die gleichnamige Streusiedlung Gwabl.

### Flächennutzung
Etwa die Hälfte der Gemeindefläche werden von Almen belegt, ein weiteres Drittel ist bewaldet. Weniger als 10 % Fläche werden landwirtschaftlich genutzt. Die Gemeinde erstreckt sich über 4043 ha.
Genauere Aufteilung:
- Wald: 1343 ha
- landwirtschaftl. genutzte Flächen: 313 ha
- Almen: 1926 ha
- Bauflächen: 24 ha
- sonstige Flächen: 120 ha
- Ödland: 317 ha

### Berge
Zu Ainet gehört ein wesentlicher Anteil an der Schobergruppe, wobei der Hochschober, die vierthöchste Erhebung der Schobergruppe, mit 3.242 Metern gleichzeitig die höchste Stelle der Gemeinde markiert. Des Weiteren grenzt das Gemeindegebiet an die Leibnitzer Rotspitzen (3096 m), den Törlkopf (2755 m), den Leibnitzkopf (2863 m), die Mirnitzspitzen (2985 m), die Kleine Rotspitze (2869 m), den Trelebitschkopf (2838 m), die Schleinitz (2904 m), das Rotgabele (2696 m) und das Kleine Schöberl (2345 m).

### Gewässer
Ainet umfasst im südlichen Teil des Gemeindegebietes Teile der Isel. Von Norden münden dabei in die Isel auf dem Gemeindegebiet das Mühlbachl, der Daberbach und der Mullitzbach, im Süden hat Ainet einen geringen Anteil an den ebenfalls in die Isel mündenden Krassbach und den Mühlbach. Im Norden der Gemeinde bestehen des Weiteren mehrere Hochgebirgsseen, wobei der Alkuser See (2432 m) der größte See der Gemeinde ist. Des Weiteren gehören der Barrensee, der Langseebl, der Gutenbrunn und die Kalte Quelle sowie weitere kleine Seen zu Ainet.

### Klima

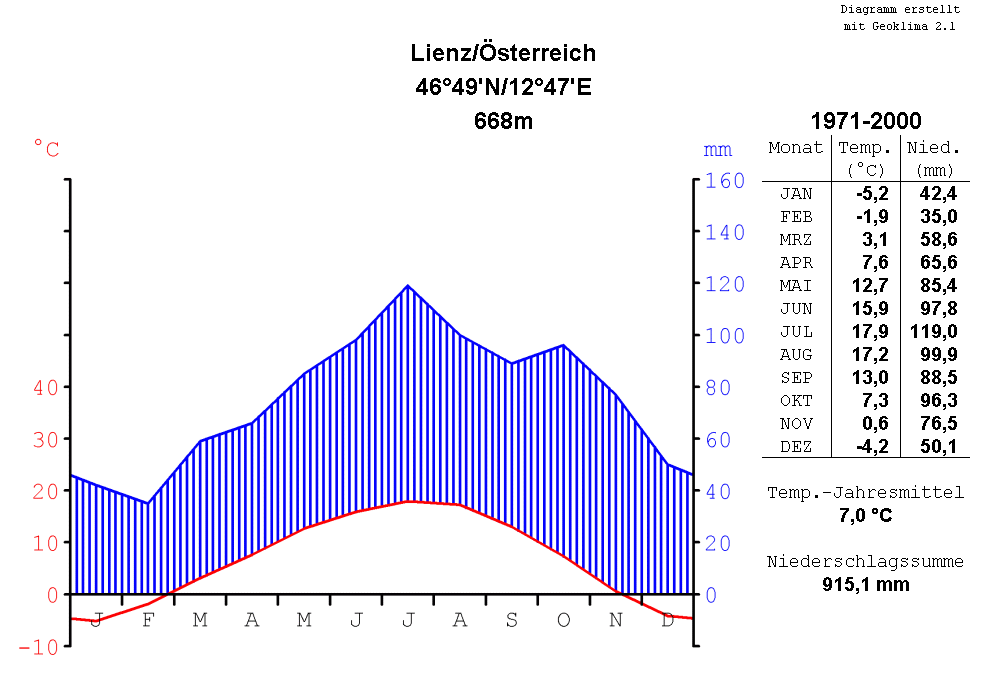
Klimadiagramm der benachbarten Bezirkshauptstadt Lienz

Da in Ainet keine Messstation existiert, fehlen exakte Aufzeichnungen über das Klima der Gemeinde. Es ist jedoch auf Grund der Nähe der Siedlungen zur Wetterstation in der Bezirkshauptstadt Lienz mit den dort gemessenen Klimadaten vergleichbar. Der kälteste Monat des Jahres ist im Lienzer Becken der Jänner, die höchsten Temperaturen werden in den Sommermonaten Juli und August gemessen. Die höchsten Niederschläge fallen ebenfalls in den Sommermonaten, wobei der Monat Oktober fast ebenso niederschlagsreich ist. Nebel tritt im Lienzer Becken selten auf, jedoch bilden sich im Winter auf Grund von Inversionswetterlagen mächtige Kaltluftseen.

## Bevölkerung

### Bevölkerungsstruktur
2012 lebten in der Gemeinde Ainet 925 Menschen. Nach der Volkszählung 2001 Ende waren 97,4 % der Bevölkerung österreichische Staatsbürger (Tirol: 90,6 %), bis zum Jahresbeginn 2012 stieg der Wert nur unbedeutend auf 98,2 % an. Zur römisch-katholischen Kirche bekannten sich 2001 98,3 % der Einwohner (Tirol: 83,4 %), 0,7 % waren evangelisch, 0,3 % islamisch, nur 0,2 % hatten kein religiöses Bekenntnis.
Der Altersdurchschnitt der Gemeindebevölkerung lag 2001 deutlich unter dem Landesdurchschnitt. 22,2 % der Einwohner von Ainet waren jünger als 15 Jahre (Tirol: 18,4 %), 60,8 % zwischen 15 und 59 Jahre alt (Tirol: 63,0 %). Der Anteil der Einwohner über 59 Jahre lag mit 17,0 % unter dem Landesdurchschnitt. Der Altersdurchschnitt der Bevölkerung von Ainet stieg in der Folge deutlich an. Der Anteil der unter 15-Jährigen sank per 1. Jänner 2012 auf 15,6 %, während der Anteil der Menschen zwischen 15 und 59 Jahren auf 66,4 % stieg. Der Anteil der über 59-Jährigen stieg auf 18,1 %. Nach dem Familienstand waren 2001 52,8 % der Einwohner von Ainet ledig, 40,6 % verheiratet, 4,5 % verwitwet und 2,1 % geschieden.

### Bevölkerungsentwicklung
Die Einwohnerzahl von Ainet sank von der Mitte des 19. Jahrhunderts bis zu Beginn des 20. Jahrhunderts um rund 10 % ab und begann danach wieder zu steigen. Bis Mitte der 1920er Jahre hatte Ainet seine ursprüngliche Bevölkerungszahl von 1869 wieder erreicht. In der Folge konnte die Gemeinde ihre Einwohnerzahl nahezu sukzessive steigern, wobei die Bevölkerungszahl bis zu Beginn des 21. Jahrhunderts um 90 % anstieg. Den höchsten Bevölkerungszuwachs verzeichnete Ainet dabei in den 1940er und 1970er Jahren. Mit der Volkszählung 1991 überschritt die Gemeinde erstmals die 1000-Einwohnermarke. Seit dem Beginn des 21. Jahrhunderts schrumpfte die Bevölkerung wieder, wobei Ainet eine positive bzw. ausgeglichene Geburtenbilanz aufwies, jedoch auf Grund einer negativen Wanderungsbilanz sukzessive Einwohner verlor.

## Geschichte
Die erste urkundliche Erwähnung des Ortes als Ayned findet sich 1277 und bedeutet so viel wie Einöde. Der Ort wird auch als Aineth bezeichnet. Schon früher – 1206 – sind die Ortsteile Alkus als Alcus und Gwabl als Quabel urkundlich erwähnt worden.
Aus den Gemeinden Ainet, Alkus, Gwabl und Schlaiten entstand am 1. April 1939 die neue Gemeinde Ainet. Seit dem 1. Jänner 1949 ist Schlaiten wieder eine eigenständige Gemeinde.

## Kultur und Sehenswürdigkeiten

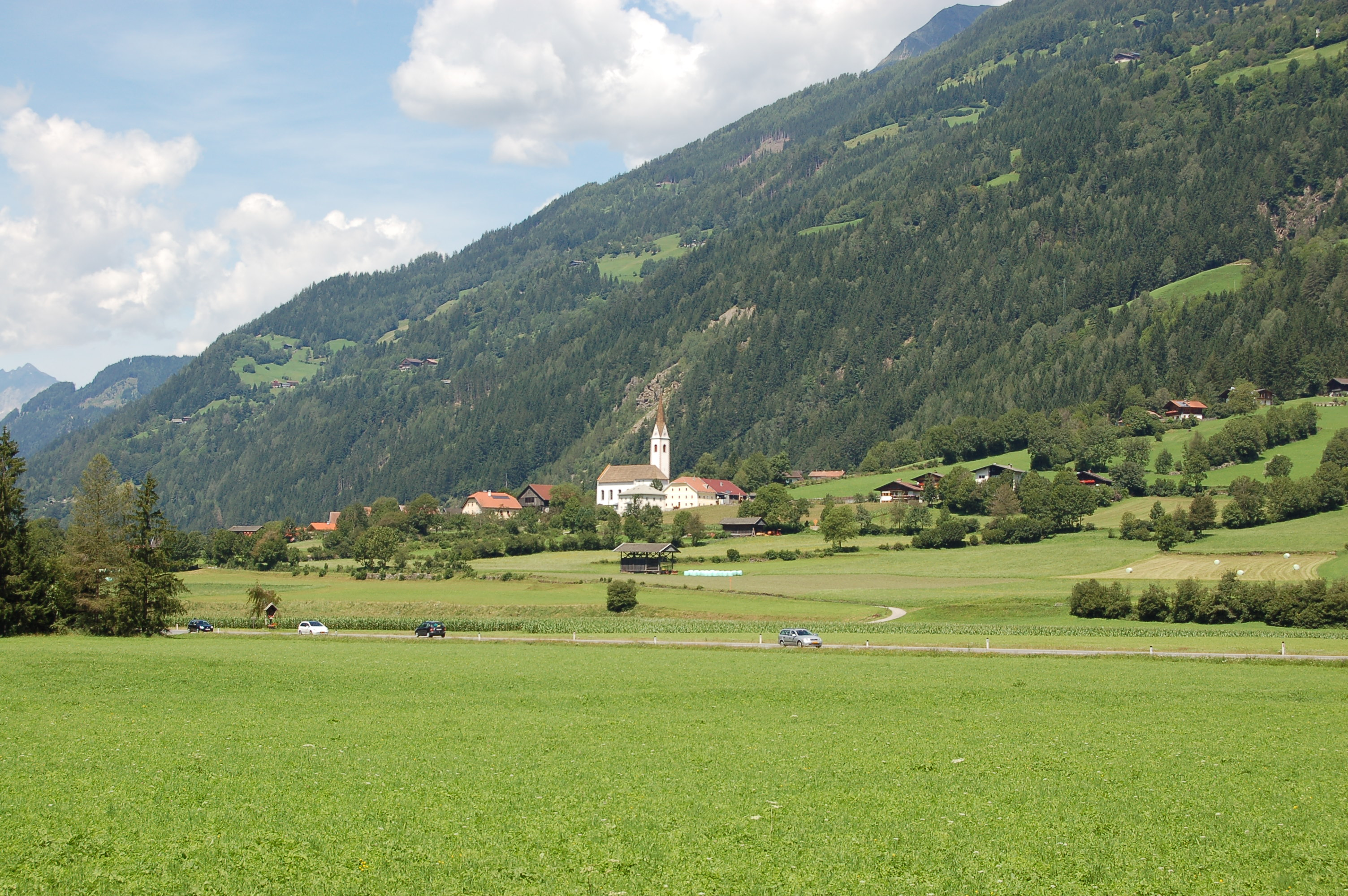
Pfarrkirche Ainet

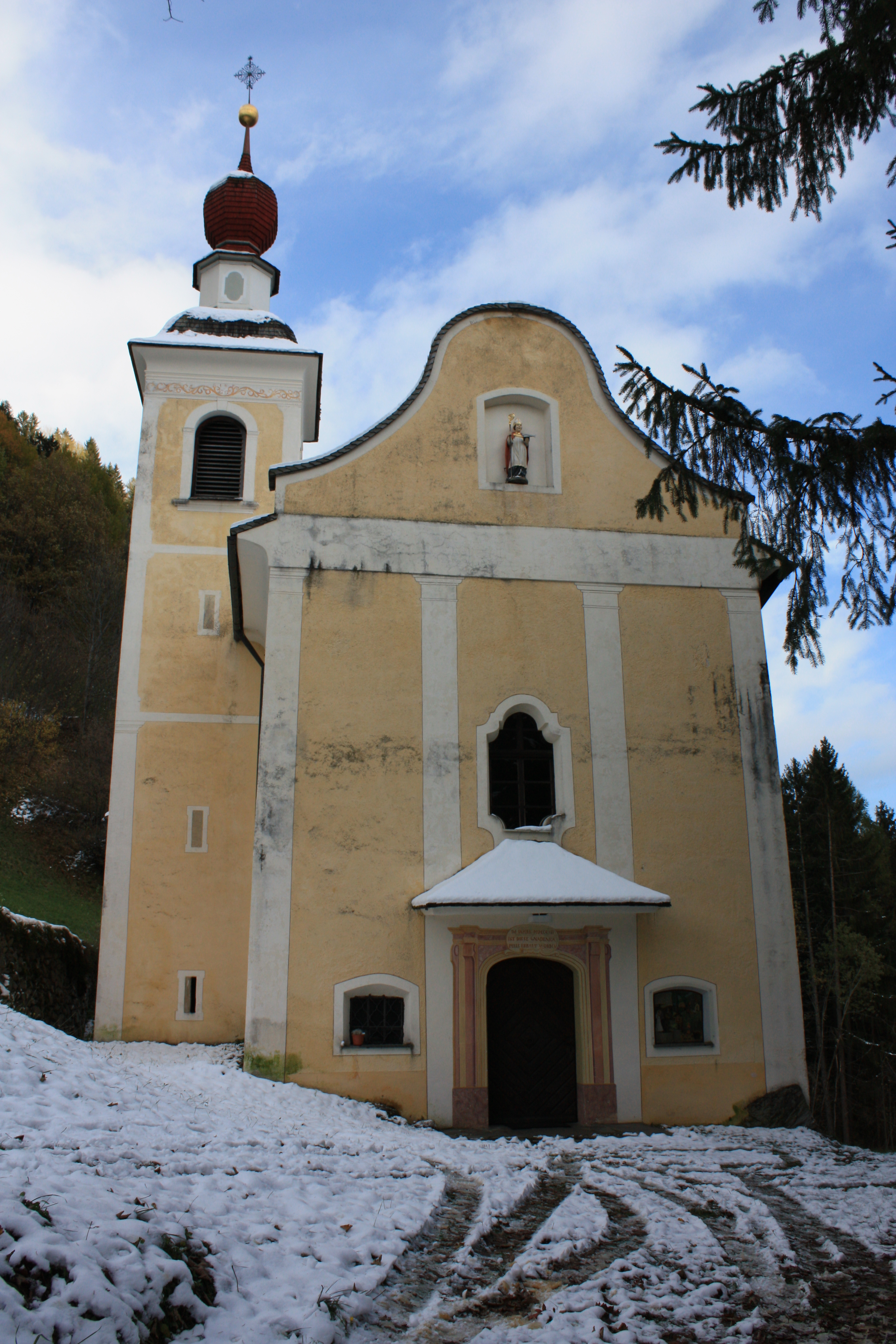
Wallfahrtskirche Gwabl

- Pfarrkirche Ainet: Die Aineter Pfarrkirche wurde dabei wohl bereits im Mittelalter errichtet und ab 1778 im Zuge der Erhebung zur Vikariatskirche vergrößert. Der Hochaltar stammt aus dem Jahr 1885 und zeigt die beiden Kirchenpatrone Ulrich und Markus mit dem Blick auf Maria mit dem Kind. Neben der Pfarrkirche steht das Widum aus den 1770er Jahren.
- Wallfahrtskirche Gwabl Mariä Heimsuchung
- Die Josefs-Kapelle in Unteralkus entstand in den 1850er Jahren und wurde 1859 geweiht.
- Die Maria-Kapelle in Oberalkus wurde kurz darauf in den 1860er Jahren errichtet oder erneuert. Sie beherbergt einen Altar aus der zweiten Hälfte des 17. Jahrhunderts.
- Die Herz-Jesu-Kapelle in Weiheburg wurde 1925/26 errichtet.
- Als weltliche Denkmäler finden sich in Ainet der 1607 von Sigismund Graf von Wolkenstein erbaute Ansitz Weiherburg und ein barockes Wohnhaus aus dem 16. Jahrhundert im Ortszentrum.

Naturdenkmäler
- Bäume beim sogenannten Bierkeller: Eine aus Bergahornbäumen, Fichten, sowie Sommer- und Winterlinden bestehende Baumgruppe, 1962 als Naturdenkmal ausgewiesen.

## Wirtschaft und Infrastruktur

### Arbeitsstätten und Beschäftigte
Die im Rahmen der Volkszählung durchgeführte Arbeitsstättenzählung ergab 2001 in Ainet 32 Arbeitsstätten mit 123 Beschäftigten (ohne Landwirtschaft), wobei 79 % unselbständig Beschäftigte waren. Die Anzahl der Arbeitsstätten war dabei gegenüber dem Jahr 1991 um neun Betriebe (plus 28 %) gestiegen, die Anzahl der Beschäftigten um 15 Personen (12 %) gewachsen. Wichtigster Wirtschaftszweig war 2001 der Handel mit vier Betrieben und rund 26 % der Beschäftigten in der Gemeinde, gefolgt von der Sachgütererzeugung und dem Bauwesen (je 17 % der Beschäftigten). Die Betriebsgrößen in Handel und Gewerbe in der Gemeinde Oberlienz sind jedoch sehr klein. 2001 gab es nur einen Betrieb mit 20 oder mehr Beschäftigten. Von den 397 erwerbstätigen Einwohnern aus Ainet gingen 2001 lediglich 78 Personen in Ainet ihrer Beschäftigung nach. 397 mussten zur Arbeit auspendeln. Von den Auspendlern hatten 58 % ihre Arbeitsstätte im benachbarten Ballungszentrum Lienz. Weitere 19 % hatten im übrigen Bezirksgebiet eine Arbeitsstelle gefunden, weitere 8 bzw. 10 % pendelten nach Nordtirol oder in ein anderes Bundesland, 14 Menschen ins Ausland aus.

### Tourismus

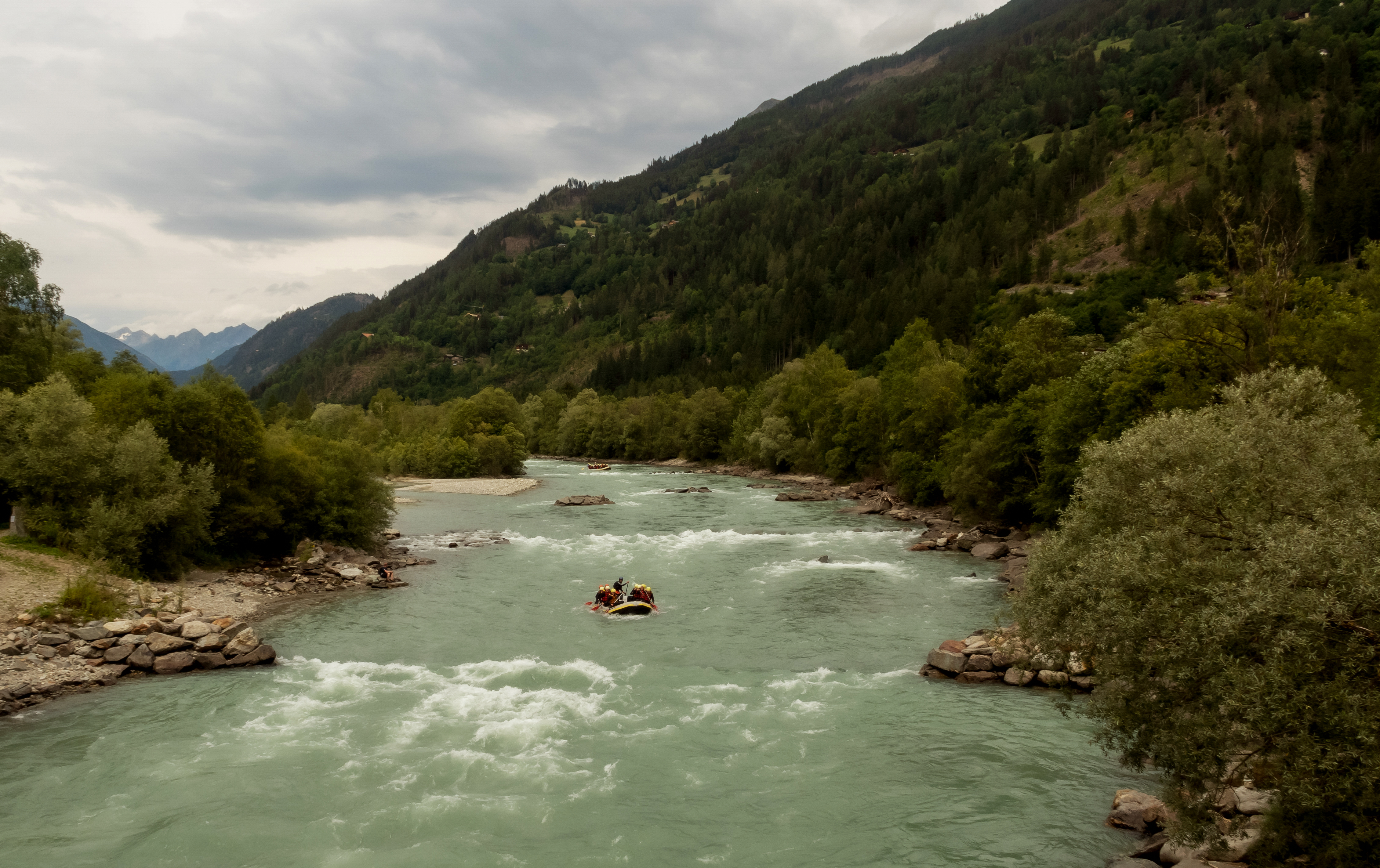
Rafting auf die Isel bei Ainet

Der Tourismus in Ainet hat heute, gemessen am Bezirk Lienz, nur noch eine geringe wirtschaftliche Bedeutung. So konnte die Gemeinde lediglich rund 6.000 Übernachtungen im Tourismusjahr 2011/12 zählen, während das an Einwohnern etwa gleich große Kals am Großglockner mehr als 22-mal so viele Übernachtungen erzielt. Im Sommerhalbjahr 2012 verzeichnete Ainet 3.457, im Winterhalbjahr 2011/12 2.526 Übernachtungen. Dies bedeutete im Sommer die viertniedrigste Nächtigungszahl im Bezirk, im Winter erreichte Ainet die achtniedrigste Nächtigungszahl der Gemeinden im Bezirk Lienz. Während sich die Winternächtigungszahlen seit der Jahrtausendwende mehr als verdoppelten, sanken die Nächtigungszahlen im Sommer um rund 14 %. Von den 3.457 Übernachtungen im Sommer 2012 entfielen 33 % auf Österreicher, 36 % auf Deutsche, 10 % auf Niederländer und 7 % auf Belgier.
Heute gehört die Gemeinde wie alle übrigen Osttiroler Gemeinden zum Tourismusverband Osttirol, wobei Ainet in der „Ferienregion Lienzer Dolomiten“ organisiert ist. In der Gemeinde besteht neben einer Reihe von Privatzimmervermietern, Gasthöfen, Ferienwohnungen und einem Campingplatz jedoch kein Hotel.

### Verkehr und Infrastruktur
Ainet wird von der Felbertauern Straße B 108 durchquert, die links der Isel durch das Gemeindegebiet verläuft. Ausgehend vom Aineter Gewerbegebiet werden die Fraktionen Gwabl und Alkus durch die Gwablstraße L 322 erschlossen, die bei der Felbertauernstraße beginnt. Ebenfalls vom Gewerbegebiet nimmt die Schlaitener Straße L 289 ihren Ausgang, die über Plone und Schlaiten bis Gantschach führt. An das öffentliche Verkehrsnetz ist Ainet mittels Linienbussen der ÖBB-Postbus GmbH angeschlossen. Die Linien 4410 und 4412 binden die Gemeinde Ainet entlang der Felbertauern Straße durch drei Stationen an das Busnetz Richtung Huben an, wobei die Fahrzeit rund zehn Minuten beträgt.
Mit den benachbarten Gemeinden des Lienzer Beckens hat sich Ainet zum „Abwasserverband Lienzer Talboden“ zusammengeschlossen, wobei Ainet 1999 dem Abwasserverband beitrat. Die Abwässer der Gemeinden werden dabei in der Kläranlage Dölsach gereinigt, als Vorfluter dient die Drau. Der erste Bauabschnitt, der die Objekte zwischen Taberbach und Badl und die Objekte im Ortsteil Plone entsorgt, wurde dabei wurde bereits im Frühjahr 2002 fertiggestellt. Der zweite Bauabschnitt mit der Anbindung des Bereichs Ainet-Dorf wurde in der Folge begonnen. Zuletzt wurde 2012 mit dem vierten Bauabschnitt die abwassertechnische Erschließung des Ortsteiles Gwabl ausgeschrieben, danach erfolgt im fünften und letzten Bauabschnitt der Kanalbauabschnitt Alkus. Der Abfall, der in der Gemeinde anfällt, wird über den Abfallwirtschaftsverband Osttirol (AWVO) entsorgt.

### Bildung
Mit der Errichtung der Kuratie im Jahre 1771 ist auch erstmals der Betrieb einer Schule in Ainet belegt. Zunächst befand sich das „Alte Schulhäusl“ am östlichen Dorfrand, nach dem großen Brand im Jahr 1903 baute man das abgebrannte Wohnhaus des damals größten Bauernhofes „Moar“ zur Schule aus. Die Kinder der Gemeinde wurden dort bis zum Jahr 1962 in zuletzt zwei Klassen unterrichtet, danach wurde 1963 die neue vierklassige Volksschule Ainet bezogen. Auch die Volksschule Gwabl-Alkus war 1771 begründet worden. Nachdem die damals noch selbständige Gemeinde Alkus 1817 ein Schulhaus gebaut hatte, wurde die bald zu kleine Schule 1825 in ein neues Schulhaus verlegt. 1911 wurde neuerlich ein neues Schulhaus errichtet, auf Grund der zentralen Lage in Gwabl. Bis 1985 wurden dort die Grundschüler von Alkus und Gwabl unterrichtet. Im Schuljahr 2012/13 bestanden in Ainet zwei Klassen, wobei zehn Kinder in diesem Schuljahr mit dem Schulbesuch begannen. Für die Betreuung jüngerer Kinder besteht in Ainet ein Kindergarten. Für den Besuch einer Hauptschule oder eines Gymnasiums müssen die Kinder hingegen in die Bezirkshauptstadt Lienz auspendeln.

### Sicherheit und Gesundheitswesen
Bezüglich des Gesundheitswesens ist Ainet gemeinsam mit den Gemeinden Amlach, Leisach, Tristach, Oberlienz, Gaimberg, Schlaiten und St. Johann im Walde im Sozialsprengel Lienz Land organisiert. Im Gesundheitssprengel werden beispielsweise Gesundheitsleistungen wie Alten- und Pflegehilfe, Heim- und Haushaltshilfe und Essen auf Rädern organisiert.

## Politik

### Gemeinderat
Der Gemeinderat besteht aus 11 Mandataren.
| Partei                                                  | 2022  | 2022    | 2016  | 2016    | 2010  | 2010    | 2004  | 2004    |
| Partei                                                  | %     | Mandate | %     | Mandate | %     | Mandate | %     | Mandate |
| ------------------------------------------------------- | ----- | ------- | ----- | ------- | ----- | ------- | ----- | ------- |
| Gemeinsam für Ainet (GEMA) 2)                           | 45,33 | 5       | 74,26 |         | 64,15 |         | 57,32 |         |
| Ainet Aktiv (AINET)                                     | 36,83 | 4       |       |         |       |         |       |         |
| Zukunft Ainet / Jung – Motiviert – Unabhängig (ZUKUNFT) | 17,83 | 2       |       |         |       |         |       |         |
| Allgemeine Liste Ainet 1)                               |       |         | 25,74 |         | 35,85 |         | 19,17 |         |
| Liste Alkus-Gwabl                                       |       |         |       |         |       |         | 23,51 |         |

1) Die Partei trat 2004 unter dem Namen „Allgemeine Liste“ an.
2) Die Partei trat 2016 unter dem Namen „Gemeinsam für Ainet, Liste Bürgermeister Mag. Karl Poppeller“ an.

### Bürgermeister
- 1998–2022 Karl Poppeller[15]
- seit 2022 Berta Staller[16]

### Wappen
Blasonierung: Von Blau, Rot und Gold im Göpelschnitt geteilt und mit einer schwarzen Scheibe belegt, darin ein goldenes Ulrichskreuz. Der Gemeinde Ainet wurde am 23. Juli 1985 das Gemeindewappen verliehen.
Die drei Farben weisen auf die drei Ursprungsgemeinden Ainet, Alkus und Gwabl hin, das Kreuz steht für den Kirchenpatron der Gemeinde, den hl. Ulrich.

## Persönlichkeiten

### Ehrenbürger
- 2003: Alois Girstmair, außerordentliche Verdienste um die Gemeinde, die Schule, die Vereine und die Pfarrgemeinde.[18]

### Söhne und Töchter
- Der Bildhauer Jakob Gliber (1825 bis 1917) ist in Ainet geboren. Er war in Alkus als Lehrer tätig, bevor er in München und Wien zum akademischen Bildhauer ausgebildet wurde. Werke von ihm befinden sich unter anderem in der Stiftskirche im Stift Admont und in der Wiener Votivkirche sowie in Ainet. Im Österreichischen Biographischen Lexikon 1815–1950 wird er als „Bildhauer und Xylograph“ bezeichnet.